# Forma normal de Cantor
Se dice que un número está expresado en la forma normal de Cantor en base b si lo representamos como suma de potencias de la base b, pero representamos también cada uno de los exponentes como suma de potencias. Veamos un ejemplo concreto:
La expresión del número 266 en forma normal de Cantor en base 2 es la siguiente
{\displaystyle 266=2^{8}+2^{3}+2=2^{2^{2+1}}+2^{2+1}+2}

## Números ordinales
La forma normal de Cantor también se puede aplicar a números ordinales transfinitos, en particular cualquier ordinal (finito o infinito) {\displaystyle \alpha >0} puede expresarse como una suma finita:

{\displaystyle \alpha =\omega ^{\beta _{1}}\cdot k_{1}+\omega ^{\beta _{2}}\cdot k_{2}+\dots +\omega ^{\beta _{n}}\cdot k_{n}}

siendo {\displaystyle \omega } el primer ordinal infinito, {\displaystyle n\geq 1}, {\displaystyle \alpha \geq \beta _{1}>\beta _{2}>\dots >\beta _{n}} y {\displaystyle k_{1},k_{2},\dots ,k_{n}} números naturales diferentes de cero. Nótese que el orden la suma y la multiplicación son importantes ya que con ordinales infinitos puede darse el caso de que {\displaystyle \alpha +\beta \neq \beta +\alpha } o {\displaystyle \alpha \cdot \beta \neq \beta \cdot \alpha }, por ejemplo:

{\displaystyle 1+\omega =\omega <\omega +1,\qquad 2\cdot \omega =\omega <\omega \cdot 2=\omega +\omega }

Además en a fórmula puede darse el caso de {\displaystyle \alpha =\beta _{1}}, es decir:

{\displaystyle \alpha =\omega ^{\alpha }}

En particular, todos los números épsilon admiten una representación de esta forma.